# 羅恩·斯蒂文森
羅恩·斯蒂文森（英語：Ryan Stevenson；1984年8月24日—）是一位蘇格蘭足球運動員。在場上的位置是攻擊型中場。他現在效力於蘇格蘭足球超級聯賽球隊巴特里足球俱樂部。他也代表蘇格蘭國家足球隊參賽。

## 外部連結
- 足球数据库：羅恩·斯蒂文森的球员统计数据
- 足球数据库：羅恩·斯蒂文森的球员统计数据 (2006–07 statistics)